# Каррик, Валерий Вильямович
Валерий Вильямович (Васильевич) Каррик (1869—1943) — русский детский писатель, журналист, художник-иллюстратор, карикатурист.

## Биография
Сын переводчицы А. Г. Каррик и фотографа шотландского происхождения В. А. Каррика. Был британским подданным, но бо́льшую часть жизни прожил в России. Учился в Академии художеств с 1882 по 1886 год. Как художник и график стал известен во 2-й половине 1890-х годов. Экспонировал свои работы на выставках с 1903 года (Общество русских акварелистов). В 1905—1906 годах сотрудничал в сатирических журналах «Жупел» и «Леший», затем был корреспондентом «Вестника финансов».
Известен галереей шаржей на русских писателей, политиков, общественных деятелей: М. Горького, Л. Андреева, В. Брюсова, Андрея Белого, В. Г. Короленко, А. И. Куприна, С. Витте, П. Столыпина, В. Коковцева, П. Н. Милюкова, П. Струве, И. Г. Церетели, Ф. Плевако и многих других. Всемирную известность приобрела карикатура В. Каррика «Царь и Толстой», опубликованная в английской газете «Манчестер Гардиан» 5 сентября 1908 года (за эту карикатуру он в течение десяти недель находился под арестом).

В.И.Ленин, выступая на собрании, в честь его 50-летия, сказал:

Вот одна из таких карикатур, нарисованная выдающимся художником и посвященная подобному юбилею. Я ее получил сегодня вместе с чрезвычайно дружеским письмом, и так как товарищи были настолько любезны, что они от юбилейных речей избавили меня, я передаю эту карикатуру на рассмотрение всех с тем, чтобы избавили нас впредь вообще от подобных юбилейных празднеств.
— 
Занимался сбором, литературной обработкой, иллюстрацией и изданием сказок разных народов мира, прежде всего русских. С 1909 года в России стали выходить его «Сказки-картинки».

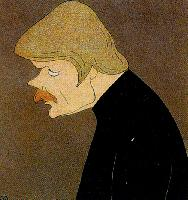
Карикатура В. Каррика на Максима Горького (журнал «Леший», 1906)

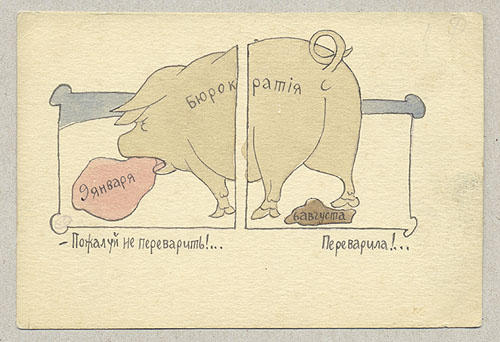
Открытка начала XX века с карикатурой В. Каррика на бюрократию.

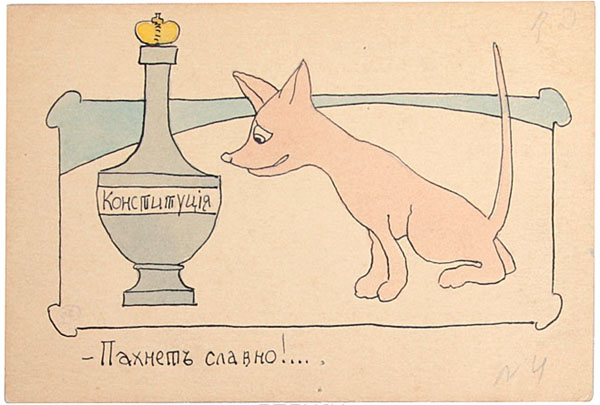
Открытка 1900 года с карикатурой Валерия Каррика.

С воодушевлением принял февральскую революцию, но к узурпации власти большевиками отнёсся отрицательно. В декабре 1917 года эмигрировал в Норвегию, жил в небольшом городке Вальста
недалеко от Осло.
Активно участвовал в жизни русского зарубежья, сотрудничал с эмигрантскими изданиями. Писал статьи общественно-политического содержания, продолжал работать как карикатурист. Инициатор акции «Помощь друзьям» в пользу голодающих в России. В 1920-е годы по просьбе Горького принимал участие в сборе средств для русских учёных. В 1920-х годах издал сборник сказок с собственными иллюстрациями. В 1930-х — автор и редактор бюллетеня «Связь». Вёл переписку с русскими эмигрантами по всему миру, среди его адресатов А. Куприн, С. Рахманинов, князь И. Шаховской, Ф. Степун, П. Б. Струве и многие другие. В 1933 и 1936 годах совершил несколько путешествий по Европе с целью сбора фольклора и чтения цикла лекций «Жизнь сказки».
Похоронен на кладбище в Аскере.

## Изданные книги
- Сказки-картинки. — Типография Вольфа, 1912.
- Сказки-картинки. Про лисицу, сову и ворону. — Товарищество «Задруга», 1916.
- Лисица и дрозд. Сказки-картинки. — СПб.: Типография Вольфа, 1912.
- Сказки-картинки. Мена. — М.: Товарищество «Задруга», 1918.
- Колобок. Сказки-картинки. — М.: Государственное издательство, 1922.
- Кот Самсон. Сказки-картинки. — М.: Государственное издательство, 1922.
- Хромая уточка. Сказки-картинки. — М.: Государственное издательство, 1922.
- Кот в сапогах. — Париж: Издание Е. Сияльской, 1930.

Иллюстрации Каррика к русским народным сказкам
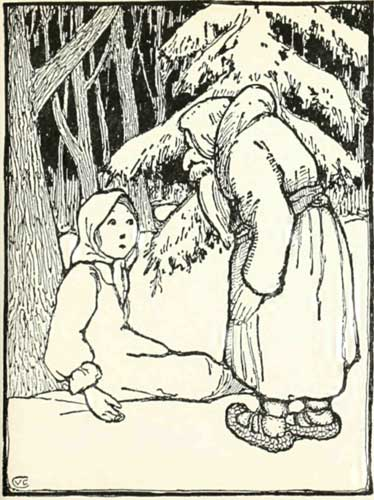
«Морозко»
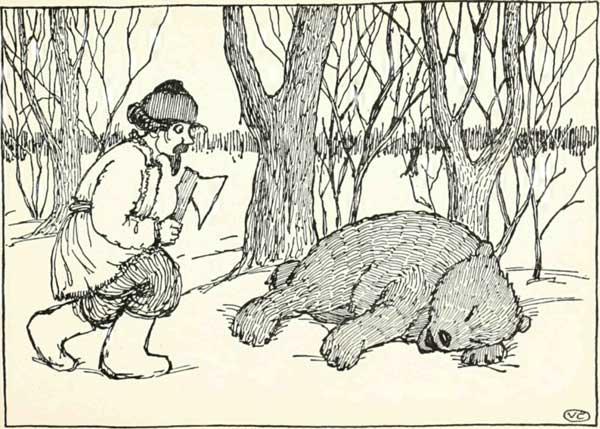
«Медвежья лапа»
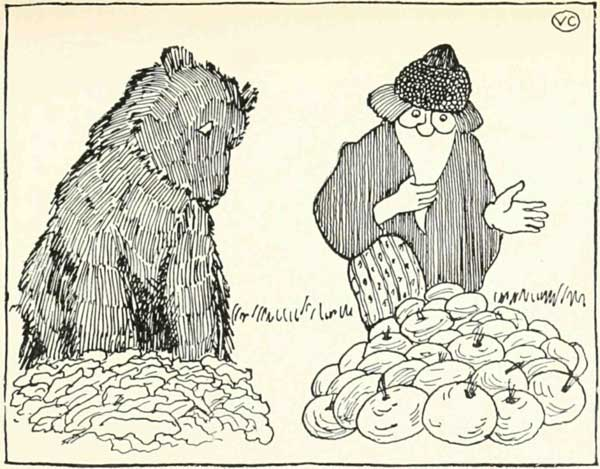
«Мужик и медведь»
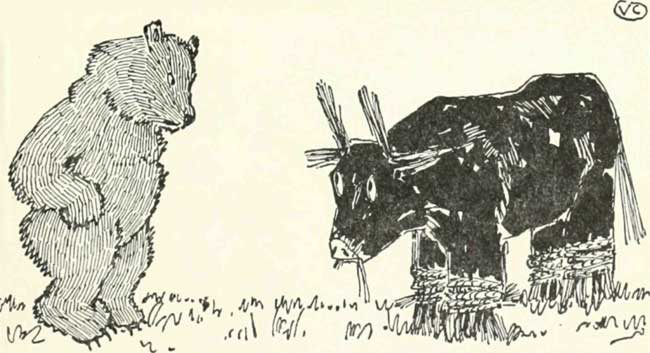
«Соломенный бычок»